# Nicola Preuß
Nicola Katharina Preuß (* 16. April 1966 in Oberhausen) ist eine deutsche Rechtswissenschaftlerin und Hochschullehrerin an der Heinrich-Heine-Universität Düsseldorf. Seit April 2018 leitet sie als Dekanin die Juristische Fakultät der Universität.

## Leben
Preuß studierte Rechtswissenschaften an der Universität Bochum, wo sie 1991 ihr Erstes Juristisches Staatsexamen ablegte. Anschließend war sie als wissenschaftliche Mitarbeiterin am Bochumer Lehrstuhl von Hermann Dilcher, unter dessen Betreuung sie 1994 zur Dr. iur. promovierte. 1995 legte Preuß ihr Zweites Staatsexamen ab. Im Anschluss daran war sie als wissenschaftliche Assistentin von Klaus Schreiber an dessen Bochumer Lehrstuhl tätig. Unter seiner Betreuung vollendete Preuß 2001 ihre Habilitation, woraufhin ihr die juristische Fakultät der Universität Bochum die Venia legendi für die Fächer Bürgerliches Recht, Zivilverfahrensrecht und Handelsrecht verlieh.
Ab 2001 vertrat Preuß Lehrstühle an den Universitäten Bochum, Berlin, Bielefeld und Düsseldorf. 2006 wurde sie von der Universität Düsseldorf auf den ordentlichen Lehrstuhl für Bürgerliches Recht, Zivilverfahrensrecht und Handelsrecht berufen, den sie seitdem innehat. Von April 2017 bis Ende März 2018 war sie Prodekanin der Düsseldorfer rechtswissenschaftlichen Fakultät. Im Anschluss wurde sie Dekanin der Fakultät.

## Werke (Auswahl)
Preuß’ Forschungsschwerpunkte liegen vor allem im Insolvenzrecht, im Gesellschaftsrecht, im Notarrecht und im Zivilverfahrensrecht inklusive der Justizverfassung. Darüber hinaus erlangte sie Bekanntheit durch ihre Kommentierungen in zahlreichen Kommentaren zur ZPO, zur InsO, zum HGB und zum BGB.
- Die notarielle Hinterlegung. Duncker & Humblot, Berlin 1995, ISBN 978-3-428-08230-8 (Dissertation).
- Zivilrechtspflege durch externe Funktionsträger – Das Justizverfassungsrecht der Notare und Verwalter. Mohr Siebeck, Tübingen 2005, ISBN 978-3-16-148580-0 (Habilitationsschrift).
- mit Ursula Grooterhorst: Vollmachten im Unternehmen – Handlungsvollmacht, Prokura, Generalvollmacht. 5. Auflage. Erich Schmidt Verlag, Berlin 2007, ISBN 978-3-503-15638-2.
- als Herausgeberin: Aufgabenübertragung auf Notare. Nomos, Baden-Baden 2011, ISBN 978-3-8329-5561-8.
- mit Christian Kersting: Umsetzung der Kartellschadensersatzrichtlinie (2014/104/EU) – Ein Gesetzgebungsvorschlag aus der Wissenschaft. Nomos, Baden-Baden 2015, ISBN 978-3-8487-2705-6.